# Linkowo
Linkowo (Duits: Schrengen) is een dorp in de Poolse woiwodschap Ermland-Mazurië. De plaats maakt deel uit van de gemeente Kętrzyn en telt 133 inwoners.

## Verkeer en vervoer
- Station Linkowo